# Egon Leitner
Egon Leitner (ur. 15 września 1965 w Lienzu) – austriacki biathlonista. W Pucharze Świata zadebiutował 23 stycznia 1986 roku w Feistritz, gdzie zajął 34. miejsce w biegu indywidualnym. Pierwsze punkty wywalczył 24 stycznia 1987 roku w Ruhpolding, zajmując 23. miejsce w sprincie. Nigdy nie stanął na podium zawodów pucharowych. Najlepsze wyniki osiągnął w sezonie 1988/1989, kiedy zajął 30. miejsce w klasyfikacji generalnej. W 1987 roku wystartował na mistrzostwach świata w Lake Placid, gdzie zajął 39. miejsce w biegu indywidualnym i szóste miejsce w sztafecie. Był też między innymi piąty w biegu drużynowym podczas mistrzostw świata w Mińsku/Oslo trzy lata później. W 1988 roku wystartował na igrzyskach olimpijskich w Calgary, zajmując 27. miejsce w biegu indywidualnym i 37. miejsce w sprincie. Brał też udział w igrzyskach w Albertville w 1992 roku, gdzie uplasował się na 45. pozycji w biegu indywidualnym, 19. pozycji w sprincie i dwunastej w sztafecie.

## Osiągnięcia

### Igrzyska olimpijskie
| Rok  | Miejscowość | Konkurencje | Konkurencje | Konkurencje | Konkurencje | Konkurencje | Konkurencje | Konkurencje |
| Rok  | Miejscowość | IN          | SP          | PU          | MS          | RL          | MR          | SR          |
| ---- | ----------- | ----------- | ----------- | ----------- | ----------- | ----------- | ----------- | ----------- |
| 1988 | Calgary     | 27.         | 37.         | nd.         | nd.         | –           | nd.         | –           |
| 1992 | Albertville | 45.         | 19.         | nd.         | nd.         | 12.         | nd.         | –           |

### Mistrzostwa świata
| Rok  | Miejscowość | Konkurencje | Konkurencje | Konkurencje | Konkurencje | Konkurencje | Konkurencje | Konkurencje |
| Rok  | Miejscowość | IN          | SP          | PU          | MS          | RL          | MR          | SR          |
| ---- | ----------- | ----------- | ----------- | ----------- | ----------- | ----------- | ----------- | ----------- |
| 1987 | Lake Placid | 39.         | –           | nd.         | nd.         | 6.          | nd.         | –           |
| 1989 | Feistritz   | –           | 52.         | nd.         | nd.         | –           | nd.         | –           |
| 1990 | Mińsk/Oslo  | –           | 19.         | nd.         | nd.         | 7.          | nd.         | –           |
| 1991 | Lahti       | 42.         | –           | nd.         | nd.         | 12.         | nd.         | –           |

### Puchar Świata

#### Miejsca w klasyfikacji generalnej
| Sezon     | Miejsce |
| --------- | ------- |
| 1985/1986 | -       |
| 1986/1987 | 75.     |
| 1987/1988 | 28.     |
| 1988/1989 | 30.     |
| 1989/1990 | 36.     |
| 1990/1991 | 53      |
| 1991/1992 | 43.     |

#### Miejsca na podium chronologicznie
Leitner nigdy nie stanął na podium zawodów PŚ.